# Brokers (operadores políticos)
Brokers — também chamados de operadores políticos — são agentes que atuam na intermediação entre representantes eleitos e seus eleitores, mobilizando apoios para candidaturas. Eles mobilizam redes político-territoriais e vínculos sociais para garantir votos a determinados candidatos, sendo lideranças comunitárias, ativistas, ou até mesmo políticos locais como vereadores e prefeitos.

## Características e atuação
Na prática, os brokers traduzem demandas e facilitam o acesso a serviços públicos, desde marcações de consultas e obtenção de benefícios, até intermediações com a polícia ou com burocracias locais. Os brokers desempenham dois papéis principais: (1) o eleitoral, ligado à mobilização de votos para candidatos específicos, e (2) o intereleitoral, facilitando o acesso da população a serviços públicos, acompanhando demandas locais e monitorando o comportamento político dos representados.
Essa mediação pode se dar por mecanismos legais e institucionais, como emendas parlamentares e outras formas de reconhecimento político por parte dos candidatos apoiados, mas também por meios informais ou ilegais, como repasses informais ou acesso privilegiado a recursos públicos, ou mesmo ameaças e violência.
A estrutura de atuação dos brokers — ou de brokerage — pode ser analisada a partir das categorias analíticas que se referem à posição relacional dos intermediários dentro das redes políticas: macrobrokers e microbrokers. Os macrobrokers são diretamente ligados a parlamentares, como assessores parlamentares formais, enquanto os microbrokers operam em escalas mais localizadas e por meio de vínculos secundários. Essa relação é escalável: vereadores, por exemplo, podem funcionar como macrobrokers em relação a deputados com quem se coligam eleitoralmente, ao passo que seus próprios operadores locais são microbrokers. Muitos microbrokers aspiram a se tornar macrobrokers, ocupando cargos formais em gabinetes parlamentares.

## Brokersna literatura
A figura dos brokers não é um fenômeno recente na literatura, sendo originalmente associada a outros personagens. No Brasil, o papel dos brokers foi relacionado aos coronéis da Primeira República, que exerciam poder local baseado no controle do voto e no acesso a recursos do Estado, estabelecendo formas de clientelismo. Nos Estados Unidos, os ward heelers exerciam função semelhante nas máquinas políticas urbanas do século XIX e início do século XX, articulando redes de favores e influência sobre comunidades imigrantes.
A literatura internacional, frequentemente, associa os brokers ao clientelismo político, destacando sua função como intermediários na troca de favores por votos. No entanto, abordagens mais recentes, especialmente na América Latina, têm se debruçado sobre suas funções políticas mais amplas. Nesse sentido, surgem estudos que ressaltam a sua centralidade nos processos locais de representação política, inclusive, desempenhando um papel visto como positivo socialmente.
Ainda que o uso do termo brokers seja mais empregado na literatura de ciência política, alguns estudos em urbanismo e serviço social discutem o papel de lideranças comunitárias enquanto operadoras políticas. Por exemplo, mulheres são identificadas como operadoras políticas em territórios específicos, como favelas, periferias, ocupações e comunidades tradicionais, frequentemente  desempenhando papéis na mediação entre a população local e as esferas políticas formais, além de promoverem práticas de resistência, participação comunitária e de enfrentamento das desigualdades.